# Моріс Ґольдгабер
Мо́ріс Ґо́льдгабер (нім. Moritz Goldhaber; 18 квітня 1911, Львів — 11 травня 2011, США) — фізик-ядерник (США).

## Біографія
Навчався в Кембриджському університеті. З 1945 — професор фізики (Іллінойський університет).
М. Ґольдгабер відкрив, що ядро атома важкого водню складається з протона і нейтрона. Результати його досліджень та відкриттів 1937 року були використані під час розробки перших атомних реакторів. Вчений відкрив, що берилій є добрим гальмівником (сповільнювачем) швидких нейтронів, що сприяє кращому розщепленню атомів урану. Відтоді берилій широко використовується в ядерних реакторах.
М. Ґольдгабер — член Національної академії наук, Американського філософського товариства, почесний доктор бельгійського Лювенського, Нью-Йоркського, Тель-Авівського університетів. Вчений — лауреат багатьох нагород, зокрема, Пам'ятної відзнаки Роберта Оппенгеймера, Національної медалі науки. Він також удостоєний премії Енріко Фермі за досягнення в галузі ядерної фізики (вручив особисто тодішній Президент США Білл Клінтон).